# Biyección, inyección y sobreyección
| Aplicación   | Sobreyectiva      | No sobreyectiva |
| ------------ | ----------------- | --------------- |
| Inyectiva    | Biyectiva         | Solo inyectiva  |
| No inyectiva | Solo sobreyectiva |                 |

En matemáticas, inyecciones, sobreyecciones y biyecciones son clases de funciones que se distinguen por la forma en que sus argumentos (expresiones del dominio de entrada) e imágenes (expresiones de salida del codominio) están relacionadas o aplicadas entre sí.
Una función aplica elementos de su dominio a elementos en su codominio. Dada una función {\displaystyle f:\;X\to Y}
- La función es inyectiva (uno-a-uno) si cada elemento del codominio es aplicado por a lo sumo un elemento del dominio. Una función inyectiva es una inyección. Notablemente:

{\displaystyle \forall x,x'\in X,f(x)=f(x')\Rightarrow x=x'.}
O, de manera equivalente (utilizando una trasposición lógica),
{\displaystyle \forall x,x'\in X,x\neq x'\Rightarrow f(x)\neq f(x').}
- La función es sobreyectiva (en) si cada elemento del codominio es aplicado por al menos un elemento del dominio. (Es decir, la imagen y el codominio de la función son iguales). Una función sobreyectiva es una sobreyección. Notablemente:

{\displaystyle \forall y\in Y,\exists x\in X{\text{ tal que }}y=f(x).}
- La función es biyectiva (uno-a-uno y en o con correspondencia uno a uno) si cada elemento del codominio es aplicado por exactamente un elemento del dominio. (Es decir, la función es tanto inyectiva como sobreyectiva). Una función biyectiva es una biyección.

Una función inyectiva no necesita ser sobreyectiva (no todos los elementos del codominio pueden estar asociados con argumentos), y una función sobreyectiva no necesita ser inyectiva (algunas imágenes pueden estar asociadas con más de un argumento). Las cuatro combinaciones posibles de características inyectivas y sobreyectivas se ilustran en los diagramas de la derecha.

## Inyectiva

Composición inyectiva: la segunda función no necesita ser inyectiva.

Una función es inyectiva (uno-a-uno) si cada elemento posible del codominio es aplicado por un máximo de un argumento. De forma equivalente, una función es inyectiva si asigna argumentos distintos a imágenes distintas. Una función inyectiva es una inyección. La definición formal es la siguiente:
La función {\displaystyle f:X\to Y} es bicondicionalmente inyectiva para todos los {\displaystyle x,x'\in X}, y se tiene que {\displaystyle f(x)=f(x')\Rightarrow x=x'.}
- Una función f: X → Y es inyectiva si y solo si X está vacío o si f es invertible hacia la izquierda; es decir, existe una función g: f(X) → X tal que g o f = función de identidad en X. Aquí f(X) es la imagen de f.
- Dado que cada función es sobreyectiva cuando su codominio está restringido a su imagen, cada inyección induce una biyección en su imagen. Más precisamente, cada inyección f: X → Y se puede factorizar como una biyección seguida de una inclusión de la siguiente manera: sea fR: X → f(X), sea f con codominio restringido a su imagen, y sea i: f(X) → Y la inclusión de f(X) en Y. Entonces f = i o fR. Se da una doble factorización para las sobreyecciones.
- La composición de dos inyecciones es nuevamente una inyección, pero si g o f son inyectivas, entonces solo se puede concluir que f es inyectiva, según se puede observar en la figura de la derecha.
- Cada encaje es inyectivo.

## Sobreyección

Composición sobreyectiva: la primera función no necesita ser sobreyectiva.

Una función es sobreyectiva (en) si cada imagen posible es aplicada por al menos un argumento. En otras palabras, cada elemento en el codominio tiene conjunto imagen no vacío. De forma equivalente, una función es sobreyectiva si su imagen es igual a su codominio. Una función sobreyectiva es una sobreyección. La definición formal es la siguiente:
La función {\displaystyle f:X\to Y} es bicondicionalmente sobreyectiva si para todo {\displaystyle y\in Y}, existe un {\displaystyle x\in X} tal que {\displaystyle f(x)=y.}
- Una función f: X → Y es sobreyectiva si y solo si es invertible a la derecha, es decir, si y solo si hay una función g: Y → X tal que f o g= función identidad en Y (esta afirmación es equivalente al axioma de elección).
- Al colapsar todos los argumentos que se asignan a una imagen fija dada, cada supresión induce una biyección definida en un cociente de su dominio. Más precisamente, cada supresión f: X → Y se puede factorizar como una no biyección seguida de una biyección.

Sean X/~ las clases de equivalencia de X bajo la siguiente relación de equivalencia: x ~ y si y solo si f (x) = f (y). Equivalentemente, X/~ es el conjunto de todas las imágenes previas en f. Sea P (~): X → X/~ la aplicación de la proyección que relaciona cada x en X a su clase de equivalencia [x]~, y que fP:X/~ → Ysea la función bien definida dada por fP ([x]~) = f (x). Entonces f = fP o P(~). Una doble factorización se da para las inyecciones anteriores.
- La composición de dos sobreyecciones es una vez más una sobreyección, pero si g o f es sobreyectiva, entonces solo se puede concluir que g es sobreyectiva, según se observa en la figura.

## Biyección

Composición biyectiva: la primera función no necesita ser sobreyectiva y la segunda función no necesita ser inyectiva.

Una función es biyectiva si es tanto inyectiva como sobreyectiva. Una función biyectiva es una biyección (correspondencia uno a uno). Una función es biyectiva bicondicionalmente cuando cada imagen posible es asignada exactamente a un argumento. Esta condición equivalente se expresa formalmente como sigue:
La función {\displaystyle f:X\to Y} es biyectiva bicondicionalmente para todos los {\displaystyle y\in Y}, hay un único {\displaystyle x\in X} tal que {\displaystyle f(x)=y.}
- Una función f: X → Y es biyectiva si y solo si es invertible, es decir, existe una función g: Y → X tal que g o f = función  identidad en X y f o g = función identidad en Y. Esta función asigna cada imagen a su preimagen única.
- La composición de dos biyecciones es nuevamente una biyección, pero si g o f es una biyección, entonces solo se puede concluir que f es inyectiva y que g es sobreyectiva. (Véase la figura de la derecha y las observaciones anteriores sobre inyecciones y sobreyecciones).
- Las biyecciones de un conjunto sobre sí mismo forman un grupo bajo composición, llamado grupo simétrico.

## Cardinalidad
Supóngase que se quiere definir lo que significa para dos conjuntos "tener la misma cantidad de elementos". Una forma de hacerlo es decir que los dos conjuntos "tienen el mismo número de elementos" si y solo si todos los elementos de un conjunto se pueden emparejar con los elementos del otro, de modo que cada elemento se empareje con exactamente un elemento. En consecuencia, se pueden definir dos conjuntos para que "tengan el mismo número de elementos" si hay una biyección entre ellos. Se dice que los dos conjuntos tienen el mismo cardinal.
Del mismo modo, se puede decir que el conjunto {\displaystyle X} "tiene menos o el mismo número de elementos" que el conjunto {\displaystyle Y} si hay una inyección de {\displaystyle X} en {\displaystyle Y}. También podemos decir que el conjunto {\displaystyle X} "tiene un menor número de elementos" que el conjunto {\displaystyle Y} si hay una inyección de {\displaystyle X} a {\displaystyle Y}, pero no una biyección entre {\displaystyle X} y {\displaystyle Y}.

## Ejemplos
Es importante especificar el dominio y el codominio de cada función, ya que al cambiarlas, las funciones que se consideran iguales pueden tener diferente objetividad. 

### Función inyectiva y sobreyectiva (biyectiva)
- Para cada conjunto X, la función de identidad idX y, por lo tanto, específicamente {\displaystyle \mathbf {R} \to \mathbf {R} :x\mapsto x}.
- {\displaystyle \mathbf {R} ^{+}\to \mathbf {R} ^{+}:x\mapsto x^{2}} y por lo tanto también su inversa {\displaystyle \mathbf {R} ^{+}\to \mathbf {R} ^{+}:x\mapsto {\sqrt {x}}}.
- La función exponencial {\displaystyle \exp :\mathbf {R} \to \mathbf {R} ^{+}:x\mapsto \mathrm {e} ^{x}} y por lo tanto también su inversa, el logaritmo natural {\displaystyle \ln :\mathbf {R} ^{+}\to \mathbf {R} :x\mapsto \ln {x}}

### Función inyectiva y no sobreyectiva
- La función exponencial {\displaystyle \exp :\mathbf {R} \to \mathbf {R} :x\mapsto \mathrm {e} ^{x}}

### Función no inyectiva y sobreyectiva
- {\displaystyle \mathbf {R} \to \mathbf {R} :x\mapsto (x-1)x(x+1)=x^{3}-x}
- {\displaystyle \mathbf {R} \to [-1,1]:x\mapsto \sin(x)}

### Función no-inyectiva y no-sobreyectiva
- {\displaystyle \mathbf {R} \to \mathbf {R} :x\mapsto \sin(x)}

## Propiedades
- Para cada función f, en el subconjunto X del dominio y el subconjunto Y del codominio, se tiene X ⊂ f −1 (f (X)) y f (f −1 (Y)) ⊂ Y. Si f es inyectiva, se tiene que X = f −1 (f (X)) y si f es sobreyectiva se tiene que f (f −1 (Y)) = Y.
- Para cada función h: X → Y se puede definir una sobreyección H: X → h(X): x → h(x) y una inyección I: h(X) → Y: x → x. Se deduce que h = I ∘ H. Esta descomposición es única salvo que se trate de un isomorfismo.

## Teoría de categorías
En la categoría de conjuntos, las inyecciones, las sobreyecciones y las biyecciones corresponden exactamente a monomorfismos, epimorfismos e isomorfismos, respectivamente.

## Historia
Esta terminología fue originalmente acuñada por Nicolas Bourbaki.